# Yumachrysa incerta
Yumachrysa incerta är en insektsart som först beskrevs av Banks 1895.  Yumachrysa incerta ingår i släktet Yumachrysa och familjen guldögonsländor. Inga underarter finns listade i Catalogue of Life.